# Torsten Gustafson
Torsten Valdemar Gustafson, född 8 maj 1904 i Falkenberg, död 27 maj 1987 i Lunds domkyrkoförsamling, var en svensk fysiker.

## Biografi
Torsten Gustafson föddes 1904 i Falkenberg. Efter studentexamen började han studera på Lunds universitet 1922. Redan efter tre terminer blev han 1923 filosofie kandidat, och ett år senare blev han filosofie magister. 1929 blev han filosofie licentiat med sitt arbete om strömningsproblem vid flygplansvingar, och 1934 blev han filosofie doktor med sin doktorsavhandling om Magnuseffekten. 1933 fick han en tjänst som docent i mekanik och matematisk fysik i Lund, 1939 blev han professor i samma ämne, och 1961 övergick han till att vara professor i teoretisk fysik.
Gustafsons forskningsinriktning var först mekanik, och då särskilt strömningsmekanik med tillämpningar inom aerodynamik och oceanografi. Under sin tid som doktorand arbetade han 1930–1934 som assistent i Svenska hydrografisk-biologiska kommissionen. Senare kom han huvudsakligen att ägna sig åt kärnfysik.
Gustafson var bekant med Tage Erlander och fungerade som Erlanders informelle vetenskapliga rådgivare både under dennes tid som ecklesiastikminister och som statsminister. I denna egenskap hade Gustafson en viktig roll i det förlopp som medförde att Sverige tidigt kom att satsa på kärnforskning, bland annat i form av den 1945 tillsatta Atomkommittén, där Gustafson var ledamot. Han var delegat till Council of CERN i Genève 1953–1964.
Gustafson var också en mycket god vän med Niels Bohr eftersom de samarbetade under många år och Gustafson hjälpte även Bohr att ta sig över till Sverige under andra världskriget. Bohr och Gustafson skapade även företaget Nordita 1957.
Gustafsson invaldes 1940 som ledamot av Fysiografiska sällskapet i Lund, 1951 som ledamot av Vetenskapssocieteten i Uppsala och 1958 som ledamot av Vetenskapsakademien. Han blev hedersledamot av Hallands nation 1942.